# جيم كلايتون (رجل أعمال)
جيم كلايتون (بالإنجليزية: Jim Clayton)‏ هو شخصية أعمال ورائد أعمال أمريكي، ولد في 1934 في فينغر في الولايات المتحدة.